# يوري مالينتشينكو
يوري إيفانوفيتش مالينتشينكو (بالروسية: Юрий Иванович Маленченко) (و. 1961 – م) هو طيار، ورائد فضاء، وطيار مقاتل، وعسكري من الاتحاد السوفيتي، وروسيا . ولد في سفيتلوفودسك. تولى منصب قائد بعثة محطة الفضاء الدولية، البعثة 7 (28 أبريل 2003–27 أكتوبر 2003) .

## ريادة الفضاء
شارك في المهمات الفضائية:
- Soyuz TM-19
- البعثة 33
- البعثة 32
- البعثة 16
- سويوز تي إم إيه-19 إم
- البعثة 46 (ISS)
- البعثة 7
- Soyuz TMA-11
- سويزTMA-05M
- STS-106
- Soyuz TMA-2
- البعثة 47.

## التعليم
تعلم في الأكاديمية العسكرية لمهندسي القوات الجوية (1990–1993)، وKharkiv National University of Radioelectronics (منذ 1978)

## الخدمة العسكرية
خدم في القوات الجوية الروسية.

## جوائز
حصل على جوائز منها:
- بطل الاتحاد الروسي (وسام)
- Hero of the Kazakhstan
- Order For Services to the Fatherland 3rd degree
- Order For Services to the Fatherland 4th degree
- Medal of Military Valour
- Jubilee Medal "70 Years of the Armed Forces of the USSR"
- Medal "For Merit in Space Exploration"
- Pilot-Cosmonaut of the Russian Federation.